# William Palha Dias
William Palha Dias (Caracol, 17 de setembro de 1918 — Teresina, 14 de fevereiro de 2012) foi um juiz, advogado, jornalista, escritor, membro da Academia Piauiense de Letras. Foi também um dos fundadores da antiga Associação Profissional de Jornalistas do Piauí, transformada em sindicado de classe.

## Biografia
William nasceu em Caracol - Piauí, em 17 de setembro de 1918. Teve interesse pela leitura ainda jovem. Seu pai era médico e sua mãe Leonor Palha Dias faleceu quando William tinha apenas 3 anos de idade. Morou em Caracol até os 20 anos, até sair para estudar na capital Teresina. Durante muitos anos na capital trabalhou no Departamento de Rodagem do Piauí como assessor técnico.
Se formou em direito com 41 anos e atuou como advogado militante antes de tornar-se juiz.
Em 1951 casou-se com a professora Maria das Graças e Silva Palha Dias (qual escrevera dois livros didáticos em parceria). Nesse período trabalhou em cidades do interior de Piauí, tais como Regeneração, Oeiras, Castelo do Piauí, Pedro II e Picos, onde se aposentou. Na época, era obrigado como juiz a ensinar educação moral e cívica em escolas. 
Cidadão honorário das Cidades de Cristino Castro, Pedro II, Regeneração e Teresina.
Volta a morar em Teresina depois que se aposenta, porém nunca perdera a ligação com sua cidade natal, Caracol, que fora fundada pelo seu avô, e sempre retornava a cidade para visitar familiares.
Já aposentado, usava seu tempo para escrever, escreveu para jornais e ajudou a fundar a antiga Associação Profissional de Jornalistas do Piauí, que posteriormente fora transformada em um sindicato de classe.
Escreveu diversas obras de diversos gêneros literários, desde romances de fundo histórico-sociológico até documentário, crônicas e memórias. Dessas obras destacam-se O Caracol na História do Piauí (1959); Flagrantes do Quotidiano (1998) e Os irmãos Quixaba (1979) que, adotado pelos vestibulares do Piauí, ganhou adaptação para o cinema em 2004. Como escritor foi membro da Academia Piauiense de Letras. No total, William Palha dias tinha 19 obras publicadas.
Além da Academia Piauiense de Letras, o escritor fazia parte do Instituto Histórico e Geográfico do Piauí, Instituto Histórico de Oeiras e á União Brasileira de Escritores do Piauí.
Na comemoração de seus 90 anos, a Academia Piauiense de Letras promoveu um concurso literário destinado a jovens escritores sobre a trilogia romancística do escritor.  O "Concurso Literário William Palha Dias - 90 Anos" premiou a escritora Zuleide Maria Cruz Freitas com 2 mil reais pelo primeiro lugar, o escritor Zeferino Vieira Dias Júnior com 1 mil reais pelo segundo e o poeta e escritor Nilo Carvalho Neto Sambaíba com 500 pelo terceiro lugar. Até o décimo colocado recebeu uma coleção literária com obras de William.
O escritor faleceu numa terça feira, dia 14 de fevereiro de 2012, aos 93 anos, após sofrer de um ataque cardíaco por consequência de uma crise asmática.

## Obras publicadas
- Caracol na Historia do Piauí, monografia (1959)
- Endoema, romance de fundo histórico (1965)
- Vila de Jurema, romance de fundo histórico-sociológico (1973)
- ... E o Sibarita Casou ... ,romance social (1978)
- Os Irmãos Quixaba, novela (1979)
- Mulher Dama, Sinhá Madama, romance (1982)
- O Dia-a-Dia de Todos os Dias (1983)
- Alcorão Rubro, documentário (1994)
- Memorial de Um Lutador Obstinado, memórias (1997)
- Flagrantes do Quotidiano, crônicas, (1998)
- Papo-Amarelo - Drástica Solução, romance histórico (2000)
- São Raimundo Nonato - de Distrito-Freguesia a Vila, história (2001)
- Marcas do Destino, romance, (2003) • Rascunho Histórico de Cristino Castro (2003)
- Motorista Gregório - Martir ou Santo? (2005)
- Inusitado Peregrino (2006) • O Piauí Ontem e Hoje (1975)
- O Piauí em Estudos Sociais (1975)
- Trilogia Romântica (2008)
A maioria dos livros presentes na lista ganharam novas edições.